# Abadia de Westminster

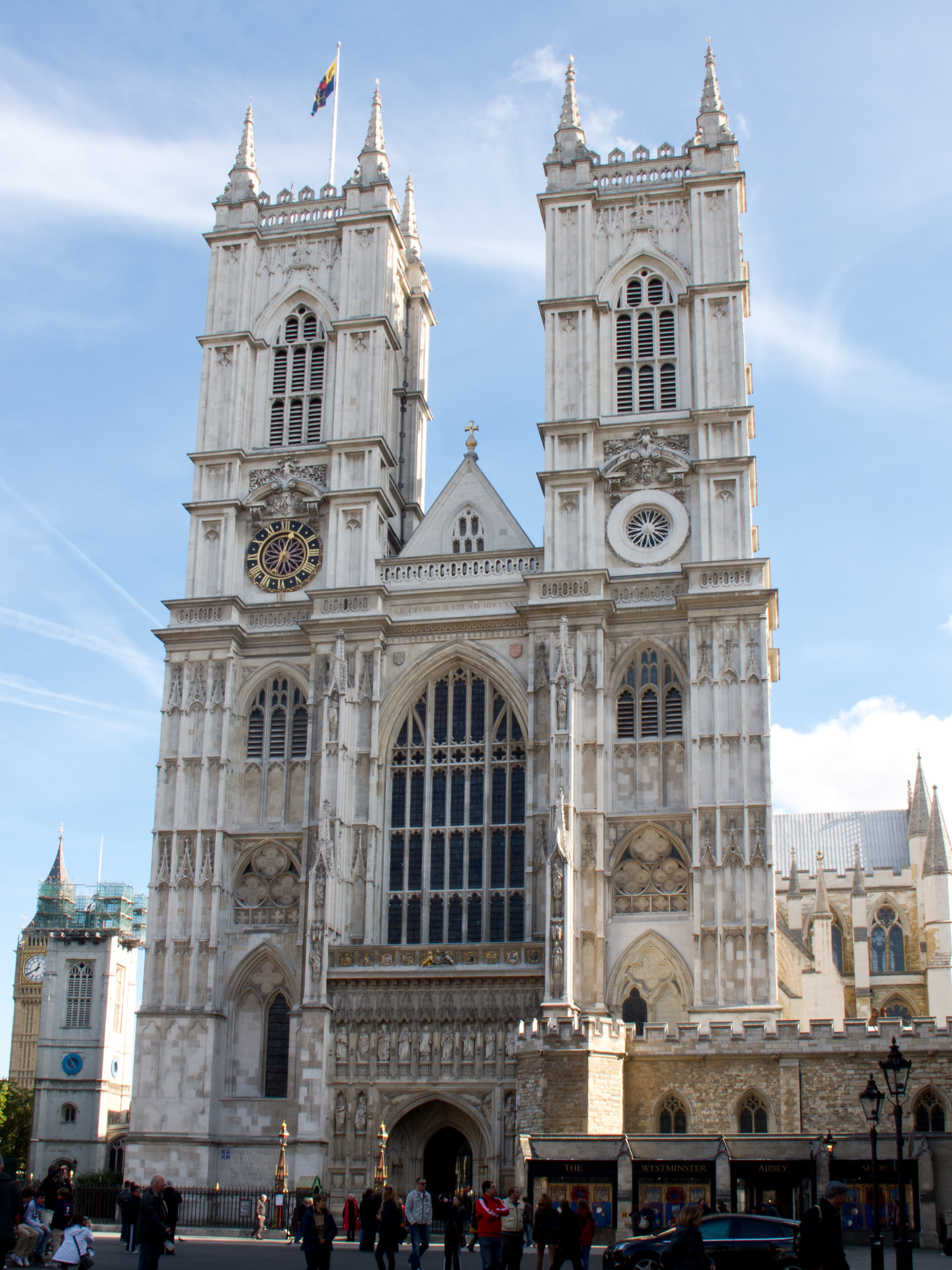
Façana de ponent de l'abadia

L'abadia de Westminster és l'església més coneguda de Londres. L'obra de construcció va començar durant el segle xiii, sota el mandat d'Enric III. És el lloc de sepultura de la majoria dels reis i reines d'Anglaterra, així com de diverses celebritats. El «racó dels poetes» honora als escriptors del regne. Gairebé totes les coronacions de monarques anglesos hi han tingut lloc.
El verdader nom de l'abadia és església col·legiata de Sant Pere. El nom que significa «abadia de l'oest», venia del fet que se situava a l'oest de la City (en oposició a Eastminster, monestir cistercenc que es trobava a l'est, més enllà de la torre de Londres).
És classificada com a patrimoni de la Humanitat per la UNESCO des de 1987.

## Història

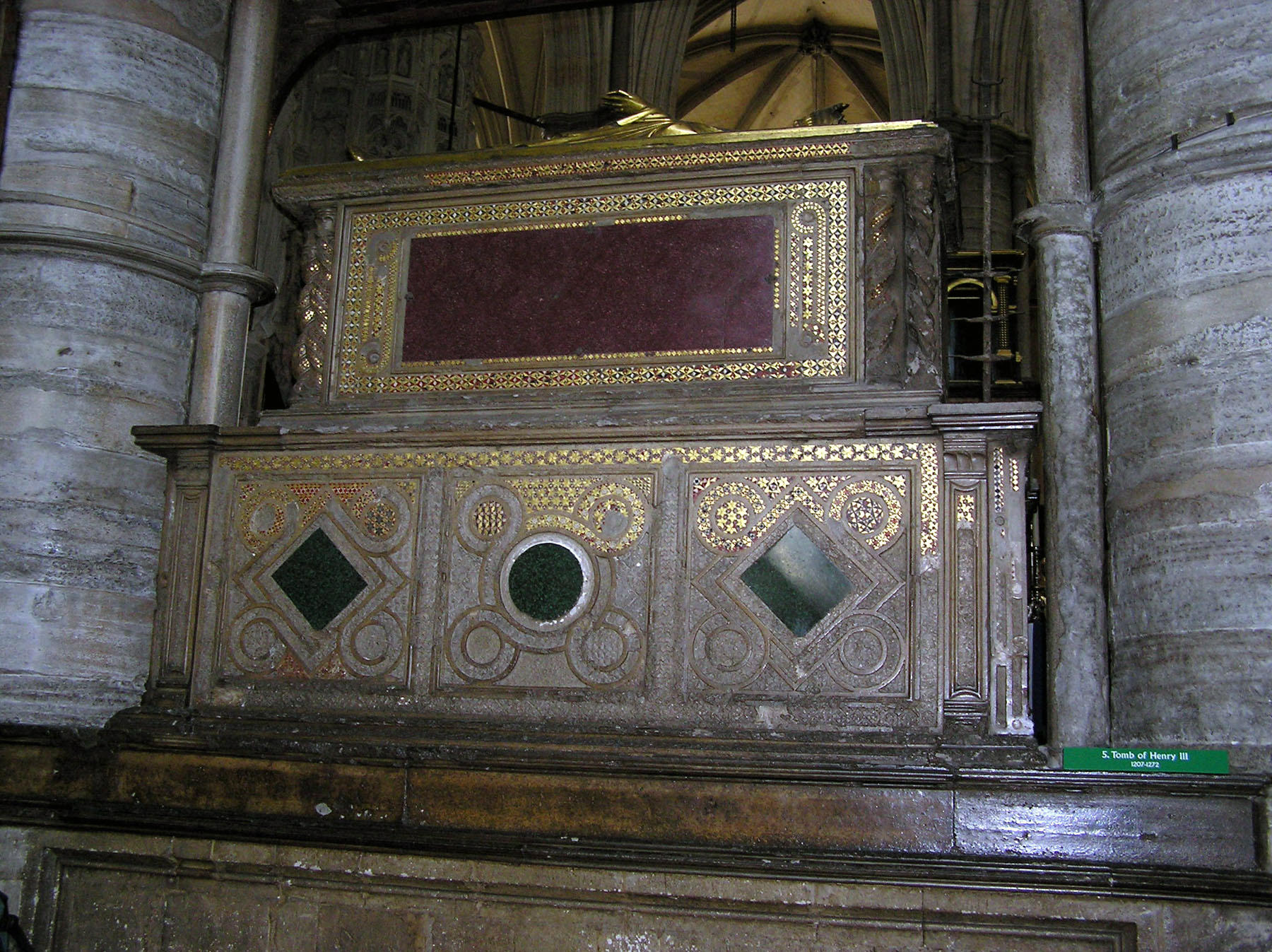
Tomba d'Enric III a l'abadia

A mitjan segle xi, el rei anglosaxó Eduard el Confessor va fer construir el seu palau sobre les ribes del Tàmesi prop d'un monestir benedictí fundat al segle x. Decideix construir una abadia més gran dedicada a l'apòstol sant Pere. L'església abacial fou consagrada el 28 de desembre de 1065, poc abans de la mort del sobirà.
Anglaterra fou envaïda pel duc de Normandia Guillem el Conqueridor i es feu coronar rei d'Anglaterra a l'església abacial, el 25 de desembre de 1066. Al segle xiii, Enric III (1207-1272) decideix reconstruir l'església en l'estil gòtic. Es tracta per a ell de seguir la moda arquitectural i de donar un joier esplèndid a la sepultura d'Eduard el Confessor: el seu cos és exhumat i col·locat en una nova tomba el 1269. Els plànols són dibuixats per Henri de Reims. El 1376, l'arquitecte Henry Yevele refà completament la nau, realitzant també treballs a la Torre de Londres i al Palau de Westminster.
Entre 1503 i 1519, sota els regnats d'Enric VII i d'Enric VIII, es construeix la Lady Chapel, dita avui la capella d'Enric VII. El Renaixement artístic influencia l'edificació d'aquesta part de l'església abacial i hi treballaren artistes italians com l'escultor Torrigiano. El 1540, els monjos benedictins han de marxar del monestir en el context de la reforma anglicana. Vint anys més tard, Elisabet I refunda el monestir donant-li un estatut diferent.
Des de Guillem el Conqueridor, tots els reis anglesos són coronats a l'església abacial, exceptuant d'Eduard V i Eduard VIII. Més de 3.000 persones cèlebres són igualment inhumades a l'església. La tomba del soldat desconegut es troba prop de la porta occidental.

## Arquitectura

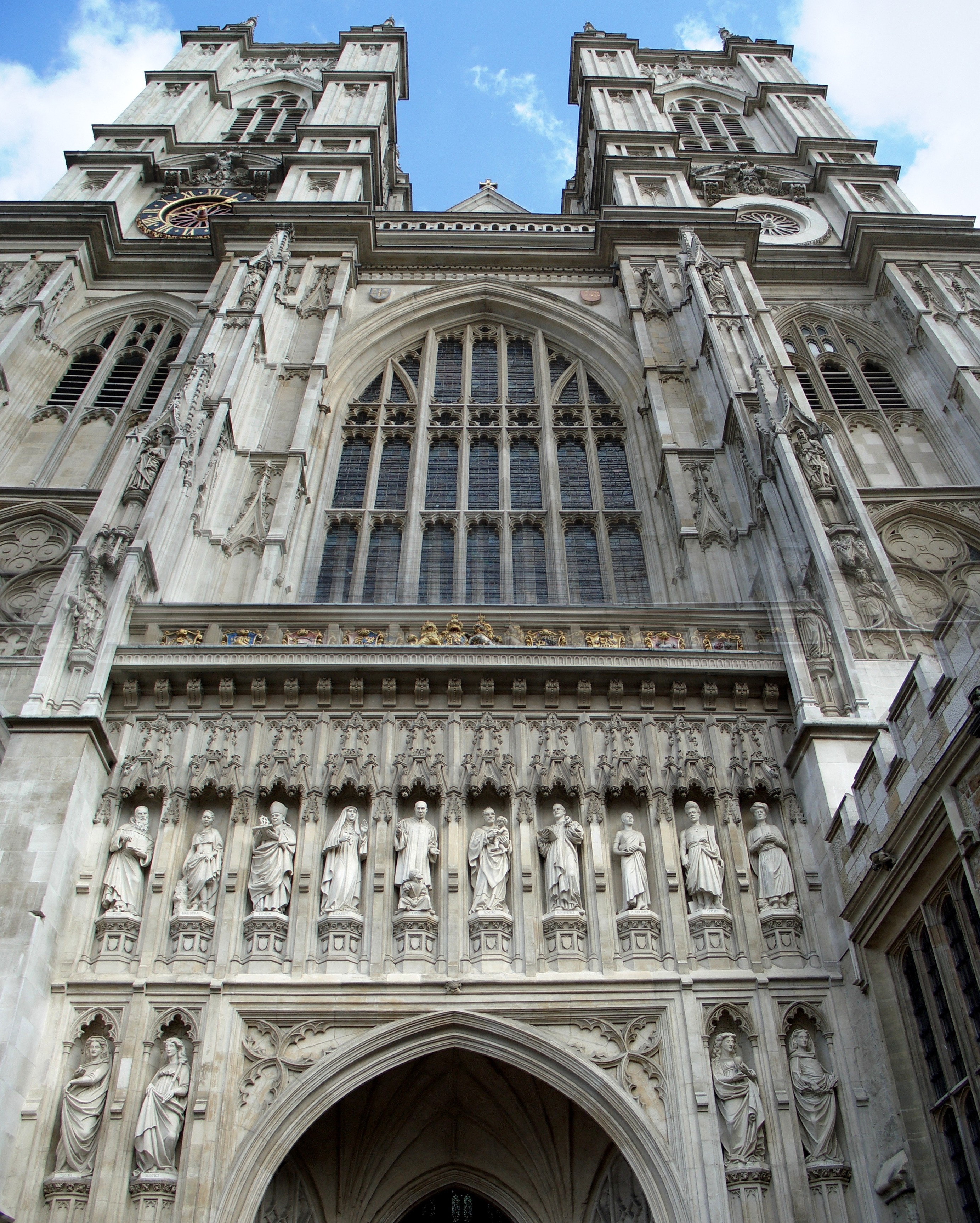
Detall de la façana de l'entrada principal

La façana de l'edifici va ser realitzada per Nicholas Hawksmoor al segle xviii. Presenta dues grans torres simètriques d'estil gòtic. Les torres medievals no eren acabades.
L'església abacial té planta de creu llatina, però ha experimentat diverses transformacions en el transcurs dels segles; l'afegitó de la Lady Chapel la va ampliar considerablement cap a l'est al segle xvi. La nau central de Westminster és relativament estreta (10 m) però s'eleva fins a 31 m.

Plànol de l'abadia.

## Enterraments

### Reis enterrats a Westminster
Reis d'Anglaterra
- Eduard I, el Confessor i la seva esposa Edita de Wessex
- Enric III d'Anglaterra
- Eduard I d'Anglaterra i la seva esposa Elionor de Castella
- Eduard III d'Anglaterra i la seva esposa Felipa de Henao
- Ricard II d'Anglaterra i la seva esposa Anna de Bohèmia
- Enric V d'Anglaterra i la seva esposa Caterina de Valois
- Eduard V d'Anglaterra
- Enric VII d'Anglaterra i la seva esposa Elisabet de York
- Eduard VI d'Anglaterra
- Maria I d'Anglaterra
- Elisabet I d'Anglaterra

Reis d'Anglaterra i Escòcia
- Jaume I i la seva esposa Anna de Dinamarca
- Carles II
- Maria II
- Guillem III
- Anna I i el seu espòs Jordi de Dinamarca
- Jordi II i la seva esposa Carolina d'Ansbach

#### Altres persones reials
- Anne Neville, esposa de Ricard III d'Anglaterra
- Anna de Cleves (1515-1557), esposa d'Enric VIII d'Anglaterra
- Maria I d'Escòcia, reina d'Escòcia
- Elisabet de Bohèmia

El «racó dels poetes», situat a l'ala sud del creuer, presenta monuments a la glòria dels principals escriptors del regne com Lewis, Chaucer, Cooleridge, Dickens, Shakespeare o Pope. El «racó dels homes d'Estat» presenta plaques commemoratives a la glòria dels principals homes d'Estat del regne com Clement Attlee, Churchill o Peel. I al «racó dels inventors» hi trobem plaques commemoratives a la glòria dels principals inventors del regne: Joule, Stephenson o Watt. També hi ha les tombes, entre d'altres, de:
- Charles Darwin
- Ben Jonson
- Samuel Johnson
- David Livingstone
- Isaac Newton
- Joseph John Thomson
- Charles Dickens
- George Frideric Handel
- Rudyard Kipling
- Laurence Olivier
- Henry Purcell
- Geoffrey Chaucer
- Thomas Cochrane
- Ernest Rutherford
- Lord Byron
- William Wilberforce